# Martres-de-Rivière
Martres-de-Rivière là một xã thuộc tỉnh Haute-Garonne trong vùng Occitanie tây nam nước Pháp. Xã này nằm ở khu vực có độ cao 391-569 mét trên mực nước biển. Xã nằm ở chân núi Pyrénées ở Comminges có cự ly 8 km về phía tây nam Saint-Gaudens.